# Райки (Ильинецкий район)
Райки (укр. Райки) — село на Украине, находится в Ильинецком районе Винницкой области.
Код КОАТУУ — 0521285706. Население по переписи 2001 года составляет 328 человек. Почтовый индекс — 22700. Телефонный код — 4345.
Занимает площадь 0,49 км².

## Адрес местного совета
22700, Винницкая область, Иллинецкий р-н, г. Ильинцы, ул.Соборна, 19